# Karl Wilhelm von Oppel
Karl Wilhelm von Oppel (* 26. Februar 1867 in Zöschau; † 29. Oktober 1930 in Oschatz) war ein sächsischer Politiker und Rittergutsbesitzer.

## Leben
Er stammte aus der Adelsfamilie von Oppel. Von seinem Vater übernahm er das Rittergut Zöschau und wurde Abgeordneter in der I. Kammer des Sächsischen Landtags, dem er von 1897 bis 1914 angehörte.